# Windhausen
Windhausen è una frazione della città tedesca di Bad Grund (Harz).

## Storia
Il 1º marzo 2013 il comune di Windhausen venne aggregato alla città di Bad Grund (Harz).